# Lijst van voetbalinterlands Hongarije - Tsjecho-Slowakije
Deze lijst van voetbalinterlands is een overzicht van alle officiële voetbalwedstrijden tussen de nationale teams van Hongarije en Tsjecho-Slowakije. De landen hebben 38 keer tegen elkaar gespeeld. De eerste ontmoeting, een vriendschappelijke wedstrijd, werd gespeeld in Praag op 11 oktober 1925. Het laatste duel, eveneens een vriendschappelijke wedstrijd, vond plaats op 30 april 1980 in Košice.

## Wedstrijden
| №  | Plaats      | Datum             | Competitie           | Wedstrijd                     | Uitslag |
| -- | ----------- | ----------------- | -------------------- | ----------------------------- | ------- |
| 1  | Praag       | 11 oktober 1925   | Vriendschappelijk    | Tsjecho-Slowakije − Hongarije | 2 − 0   |
| 2  | Boedapest   | 6 juni 1926       | Vriendschappelijk    | Hongarije − Tsjecho-Slowakije | 2 − 1   |
| 3  | Praag       | 24 april 1927     | Vriendschappelijk    | Tsjecho-Slowakije − Hongarije | 4 − 1   |
| 4  | Boedapest   | 9 oktober 1927    | Vriendschappelijk    | Hongarije − Tsjecho-Slowakije | 1 − 2   |
| 5  | Boedapest   | 22 april 1928     | Vriendschappelijk    | Hongarije − Tsjecho-Slowakije | 2 − 0   |
| 6  | Praag       | 8 september 1929  | Vriendschappelijk    | Tsjecho-Slowakije − Hongarije | 1 − 1   |
| 7  | Praag       | 1 mei 1930        | Vriendschappelijk    | Tsjecho-Slowakije − Hongarije | 1 − 1   |
| 8  | Boedapest   | 26 oktober 1930   | Vriendschappelijk    | Hongarije − Tsjecho-Slowakije | 1 − 1   |
| 9  | Praag       | 22 maart 1931     | Vriendschappelijk    | Tsjecho-Slowakije − Hongarije | 3 − 3   |
| 10 | Boedapest   | 20 september 1931 | Vriendschappelijk    | Hongarije − Tsjecho-Slowakije | 3 − 0   |
| 11 | Praag       | 20 maart 1932     | Vriendschappelijk    | Tsjecho-Slowakije − Hongarije | 1 − 3   |
| 12 | Boedapest   | 18 september 1932 | Vriendschappelijk    | Hongarije − Tsjecho-Slowakije | 2 − 1   |
| 13 | Boedapest   | 19 maart 1933     | Vriendschappelijk    | Hongarije − Tsjecho-Slowakije | 2 − 0   |
| 14 | Praag       | 29 april 1934     | Vriendschappelijk    | Tsjecho-Slowakije − Hongarije | 2 − 2   |
| 15 | Boedapest   | 22 september 1935 | Vriendschappelijk    | Hongarije − Tsjecho-Slowakije | 1 − 0   |
| 16 | Praag       | 18 oktober 1936   | Vriendschappelijk    | Tsjecho-Slowakije − Hongarije | 5 − 2   |
| 17 | Boedapest   | 19 september 1937 | Vriendschappelijk    | Hongarije − Tsjecho-Slowakije | 8 − 3   |
| 18 | Boedapest   | 23 mei 1948       | Vriendschappelijk    | Hongarije − Tsjecho-Slowakije | 2 − 1   |
| 19 | Praag       | 10 april 1949     | Vriendschappelijk    | Hongarije − Tsjecho-Slowakije | 5 − 2   |
| 20 | Boedapest   | 30 april 1950     | Vriendschappelijk    | Hongarije − Tsjecho-Slowakije | 5 − 0   |
| 21 | Ostrava     | 14 oktober 1951   | Vriendschappelijk    | Tsjecho-Slowakije − Hongarije | 1 − 2   |
| 22 | Boedapest   | 19 oktober 1952   | Vriendschappelijk    | Hongarije − Tsjecho-Slowakije | 5 − 0   |
| 23 | Praag       | 4 oktober 1953    | Vriendschappelijk    | Tsjecho-Slowakije − Hongarije | 1 − 5   |
| 24 | Boedapest   | 24 oktober 1954   | Vriendschappelijk    | Hongarije − Tsjecho-Slowakije | 4 − 1   |
| 25 | Praag       | 2 oktober 1955    | Vriendschappelijk    | Tsjecho-Slowakije − Hongarije | 1 − 3   |
| 26 | Boedapest   | 20 mei 1956       | Vriendschappelijk    | Hongarije − Tsjecho-Slowakije | 2 − 4   |
| 27 | Rancagua    | 10 juni 1962      | WK 1962              | Tsjecho-Slowakije − Hongarije | 1 − 0   |
| 28 | Praag       | 2 juni 1963       | Vriendschappelijk    | Tsjecho-Slowakije − Hongarije | 2 − 2   |
| 29 | Boedapest   | 11 oktober 1964   | Vriendschappelijk    | Hongarije − Tsjecho-Slowakije | 2 − 2   |
| 30 | Boedapest   | 25 mei 1969       | WK 1970 kwalificatie | Hongarije − Tsjecho-Slowakije | 2 − 0   |
| 31 | Praag       | 14 september 1969 | WK 1970 kwalificatie | Tsjecho-Slowakije − Hongarije | 3 − 3   |
| 32 | Marseille   | 3 december 1969   | WK 1970 kwalificatie | Tsjecho-Slowakije − Hongarije | 4 − 1   |
| 33 | Bratislava  | 15 oktober 1975   | Vriendschappelijk    | Tsjecho-Slowakije − Hongarije | 1 − 1   |
| 34 | Boedapest   | 20 april 1977     | Vriendschappelijk    | Hongarije − Tsjecho-Slowakije | 2 − 0   |
| 35 | Praag       | 9 november 1977   | Vriendschappelijk    | Tsjecho-Slowakije − Hongarije | 1 − 1   |
| 36 | Boedapest   | 15 april 1978     | Vriendschappelijk    | Hongarije − Tsjecho-Slowakije | 2 − 1   |
| 37 | Nyíregyháza | 12 september 1979 | Vriendschappelijk    | Hongarije − Tsjecho-Slowakije | 2 − 1   |
| 38 | Košice      | 30 april 1980     | Vriendschappelijk    | Tsjecho-Slowakije − Hongarije | 1 − 0   |

## Samenvatting
| Competitie        | Totaal gespeeld | Winst Hongarije | Gelijk | Winst Tsjecho-Slowakije | Doelsaldo Hongarije – Tsjecho-Slowakije |
| ----------------- | --------------- | --------------- | ------ | ----------------------- | --------------------------------------- |
| WK-eindronde      | 1               | 0               | 0      | 1                       | 0 − 1                                   |
| WK-kwalificatie   | 3               | 1               | 1      | 1                       | 6 − 7                                   |
| Vriendschappelijk | 34              | 18              | 9      | 7                       | 77 − 50                                 |
| Totaal            | 38              | 19              | 10     | 9                       | 83 − 58                                 |